# Cyclops (rod)
Cyclops (dříve též Monoculus či Nauplius) je rod drobných vodních korýšů, řadící se mezi buchanky (Cyclopoida). Rod popsal již v roce 1776 dánský přírodovědec Otto Friedrich Müller. Název se odvozuje od jednookých antických obrů, kyklopů. Rod zahrnuje více než 400 druhů.

## Popis
Buchanky dorůstají velikosti 0,5 až 5 mm. Mají 5 párů nohou, nepárové naupliové oko. Pětičlenný zadeček je zakončen vidlicovitým přívěškem se štětinami – furkou.

## Rozšíření
Buchanky jsou kosmopolitní.

## Význam
Jsou hostiteli škulovců a vlasovce medinského. Spolu s dalšími drobnými korýši perloočkami jsou v akvaristice využívány jako krmivo – tzv. vodní blechy.